# Château de Caerphilly
Le château de Caerphilly (en gallois : Castell Caerffili) est un château normand du XIIIe siècle situé au cœur de la ville de Caerphilly, dans le sud du pays de Galles. L'une de ses particularités est de posséder une tour penchée, la Leaning Tower. Le château fut construit par Gilbert de Clare au XIIIe siècle dans le cadre de sa campagne pour conquérir Glamorgan, et fut le témoin de combats intenses entre Gilbert, ses descendants et les dirigeants gallois locaux. Entouré de vastes lacs artificiels - considérés par l'historien Allen Brown être « les moyens de défense en eau les plus élaborés de toute la Grande-Bretagne » - il occupe environ 30 hectares et arrive deuxième dans le classement des plus grands châteaux de Grande-Bretagne. Il est célèbre pour avoir introduit en Grande-Bretagne les moyens de défenses caractéristiques des châteaux concentriques et pour ses grands corps de garde.
Gilbert commença à réaliser des travaux au château en 1268, à la suite de son occupation du nord de Glamorgan. La plus grande partie de la construction qui se produisit au cours des trois années qui suivirent eut un coût considérable. Le projet rencontra l'opposition de son rival gallois Llywelyn le Dernier, le site fut par conséquent brûlé en 1270, puis repris par les agents royaux en 1271. Malgré ces interruptions, Gilbert termina la rénovation du château avec succès et prit le contrôle de la région. L'essentiel du château de Caerphilly, logements luxueux y compris, fut construit sur ce qui est devenu un îlot central, entouré de plusieurs lacs artificiels, une conception que Gilbert avait probablement vue au château de Kenilworth. Les barrages de ces lacs furent davantage fortifiés, et une île située à l'ouest permettait une protection supplémentaire. Les anneaux concentriques de murs inspirèrent les châteaux d' Édouard Ier au nord du pays de Galles, et furent la preuve de ce que l'historien Norman Pounds appelait « un tournant dans l'histoire du château en Grande-Bretagne ».
Le château fut attaqué pendant la révolte de Madog ap Llywelyn en 1294, le soulèvement de Llywelyn Bren en 1316, et lors du renversement d'Édouard II en 1326-1327. Cependant, à la fin du XVe siècle, il tomba en déclin, et au XVIe siècle, les lacs furent drainés et les murs dépouillés de leurs pierres. Les marquis de Bute (en) acquirent la propriété en 1776, et sous le troisième et quatrième marquis, d'importants travaux de restauration eurent lieu. En 1950, le château et le parc furent donnés à l'État et les moyens de défense en eau furent inondés à nouveau. Au XXIe siècle, l'organisme du patrimoine gallois Cadw gère le site comme attraction touristique.

## Histoire

### XIIIesiècle
Le château de Caerphilly fut construit dans la seconde moitié du XIIIe siècle, lors de l'expansion anglo-normande en Galles du Sud. Les Normands commencèrent à faire des incursions au Pays de Galles à partir de la fin des années 1060, partant de leur base et se dirigeant vers l'ouest pour atteindre l'Angleterre nouvellement occupée. Leur progression fut marquée par la construction de châteaux et la création de seigneuries régionales. La tâche visant à soumettre la région de Glamorgan revint aux comte de Gloucester en 1093 ; les efforts se poursuivirent tout au long du XIIe et au début du XIIIe siècle et furent accompagnés de combats intenses entre les seigneurs anglo-normands et les dirigeants gallois locaux. La puissante famille de Clare acquit le comté en 1217 et continua à tenter de conquérir toute la région de Glamorgan.
En 1263, Gilbert de Clare, également connu sous le nom de "Red Gilbert" (« Gilbert Le Roux » en français) en raison de la couleur de ses cheveux, hérita des terres de la famille. À Glamorgan, il se trouva face au prince natif gallois Llywelyn le Dernier. Llywelyn avait profité du chaos provoqué par la seconde guerre des barons au cours des années 1260, opposant Henri III, désireux d'étendre son pouvoir dans la région, aux barons rebelles. En 1265, Llywelyn s'allia avec la faction des barons en Angleterre, en échange de l'octroi d'autorité sur les magnats gallois locaux dans tous les territoires de la région, Glamorgan y compris. Croyant ses terres et son pouvoir menacés, De Clare s'allia avec Henri III contre les barons rebelles et Llywelyn.
La révolte des barons fut écrasée entre 1266 et 1267, laissant de Clare libre d'avancer vers le nord pour atteindre Glamorgan en partant de sa base principale située à Cardiff. En 1268, De Clare commença à construire un château à Caerphilly afin de contrôler ses nouveaux acquis. Le château se trouvait dans un bassin de la vallée  de la Rhymney, le long de la Rhymney, au cœur d'un réseau de chemins et de routes, tout près d'un ancien fort datant de la Rome antique. Les travaux débutèrent à un rythme très soutenu, avec des fossés creusés afin de constituer la forme de base du château, l'érection de palissades en bois temporaires, et la création d'importants moyens de défenses en eau résultants de l'endiguement d'un cours d'eau local. Les murs et les bâtiments intérieurs furent construits très rapidement, formant la partie principale du château. L'architecte du château et le coût précis de la construction ne sont pas connus, mais des estimations modernes suggèrent que le montant serait identique à ceux des châteaux de Conwy ou de Caernarfon, et atteindrait peut-être 19 000 £, une somme énorme pour l'époque.

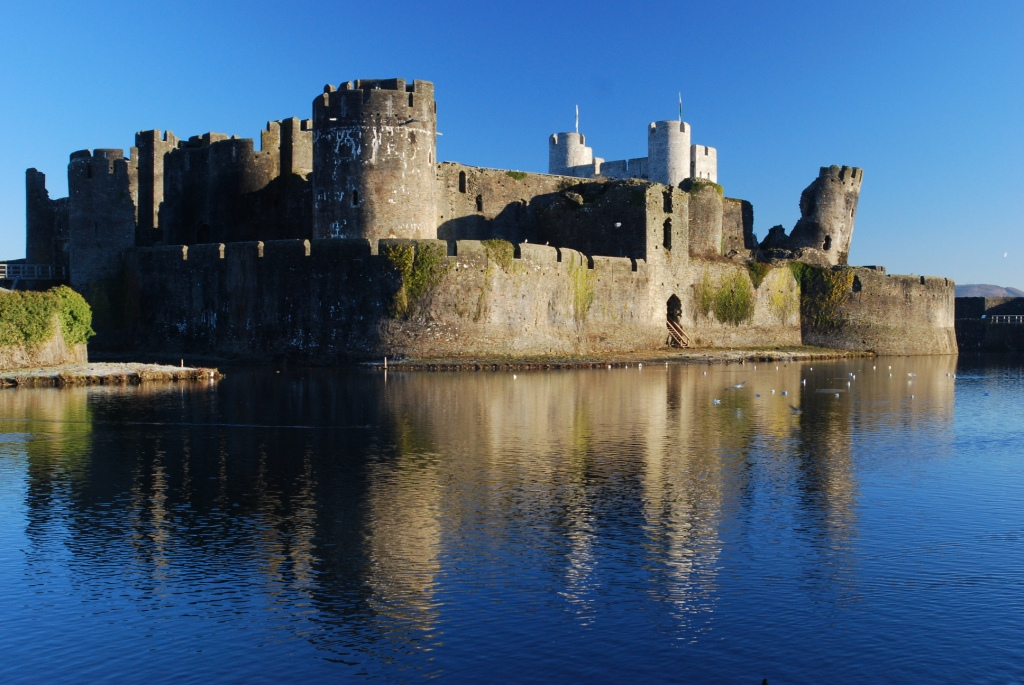
Le château et la tour penchée

Llywelyn répondit en intervenant avec ses propres forces, mais de véritables conflits furent évités grâce aux efforts diplomatiques d'Henri III. De Clare poursuivit les travaux de construction et, en 1270, Llywelyn réagit en attaquant et en brûlant le site, détruisant probablement les moyens de défense temporaires et les réserves. De Clare recommença les travaux l'année suivante, provoquant des tensions et poussant Henri à envoyer deux évêques, Roger de Meyland (en) et Godfrey Giffard, prendre le contrôle du site et arbitrer une solution au différend.

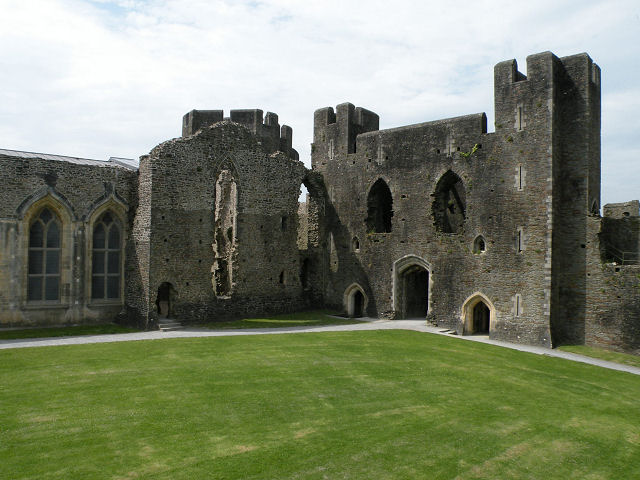
La grande salle (à gauche), les appartements privés (au centre) et la guérite ouest intérieure (à droite)

Les évêques prirent possession du château plus tard, en 1271, et promirent à Llywelyn que les travaux de construction cesseraient temporairement et que les négociations commenceraient l'été suivant. Cependant, en février de l'année qui suivit, les hommes de de Clare s'emparèrent à nouveau du château, repoussèrent les soldats des évêques, et de Clare - protestant de son innocence dans ces événements - reprit une fois de plus les travaux. Ni Henri ni Llywelyn ne pouvaient intervenir facilement, et de Clare était en mesure de prétendre à l'ensemble de Glamorgan. Les travaux au château se poursuivirent, davantage de moyens de défense en eau furent ajoutés, ainsi que des tours et des corps de garde.
La puissance de Llywelyn diminua au cours des deux décennies qui suivirent. En 1276, le fils d'Henri, Édouard Ier, envahit le Pays de Galles à la suite d'un différend avec le prince, brisant son pouvoir au Pays de Galles du Sud, et en 1282, la seconde campagne d'Édouard entraîna la mort de Llwelyn et l'effondrement du régime gallois indépendant. Des moyens de défense supplémentaires furent ajoutés aux murs jusqu'à l'arrêt des travaux vers 1290. Des conflits locaux eurent encore lieu. De Clare se disputa en 1290 avec Humphrey de Bohun, comte de Hereford, et l'année suivante, l'affaire fut portée devant le roi, ce qui entraîna la saisie royale temporaire de Caerphilly.
En 1294, Madog ap Llywelyn se révolta contre la domination anglaise, la première insurrection majeure depuis la campagne de 1282. Les gallois semblent avoir surgi au cours de la mise en place de la fiscalité et Madog eut un soutien populaire considérable. Dans le Glamorgan, Morgan ap Maredudd (en) prit la tête du soulèvement local ; Morgan avait en effet été dépossédé par de Clare en 1270 et considérait cela comme une chance de regagner ses terres. Morgan attaqua Caerphilly, mettant le feu à la moitié de la ville, mais ne réussit pas à prendre le château. Au printemps 1295, Édouard organisa une contre-attaque dans le nord du Pays de Galles, il réprima le soulèvement et captura Madog. De Clare attaqua les forces de Morgan et reprit la région entre avril et mai, Morgan finit par se rendre. De Clare mourut à la fin de l'année 1295, laissant le château de Caerphilly en bon état, relié à la petite ville de Caerphilly qui avait vu le jour au sud de celui-ci et à un grand parc de cerfs dans l'Aber Valley située à proximité.

### XIVe–XVIIesiècles
Le fils de Gilbert, qui portait également le nom de Gilbert de Clare, hérita du château, mais il mourut tout jeune au combat lors de la bataille de Bannockburn en 1314. Les terres de la famille furent d'abord placées sous le contrôle de la Couronne, mais avant qu'une quelconque décision concernant l'héritage ne pût être prise, une révolte éclata dans le Glamorgan. La colère suscitée par les actions des administrateurs royaux conduisit Llywelyn Bren à se soulever en janvier 1316, attaquant le château de Caerphilly avec un nombre d'hommes important. Le château résista à l'attaque, mais la ville fut détruite et la rébellion s'étendit. Une armée royale fut envoyée pour faire face à la situation, Bren fut alors vaincu lors d'une bataille à la montagne de Caerphilly (en) et le siège gallois du château fut brisé.
En 1317, Édouard II remit la succession de Glamorgan et du château de Caerphilly à Éléonore de Clare, qui avait épousé le favori du roi, Hugues le Despenser. Hugues utilisa sa relation avec le roi pour étendre son pouvoir dans la région, prenant le contrôle de terres dans toute la Galles du sud. Il employa Maître Thomas de la Bataille et William Hurley pour élargir la grande salle (Great Hall) du château, introduisant des fenêtres ainsi que des portes richement sculptées. Cependant, en 1326, la femme d'Édouard, Isabelle de France, renversa son gouvernement, forçant le roi et Hugues à fuir vers l'ouest. Fin octobre et début novembre, tous deux restèrent au château de Caerphilly avant de partir pour échapper aux forces d'Isabelle qui approchaient, abandonnant les vastes réserves ainsi que 14 000 £ détenues au château. William la Zouche assiégea le château avec une force de 425 soldats, coinçant le connétable John Felton, le fils de Hugues — qui se prénommait également Hugues — et la garnison de 130 hommes à l'intérieur. Caerphilly résista jusqu'en mars 1327, date à laquelle la garnison se rendit à la condition que le jeune Hugues fût gracié, son père ayant déjà été exécuté.

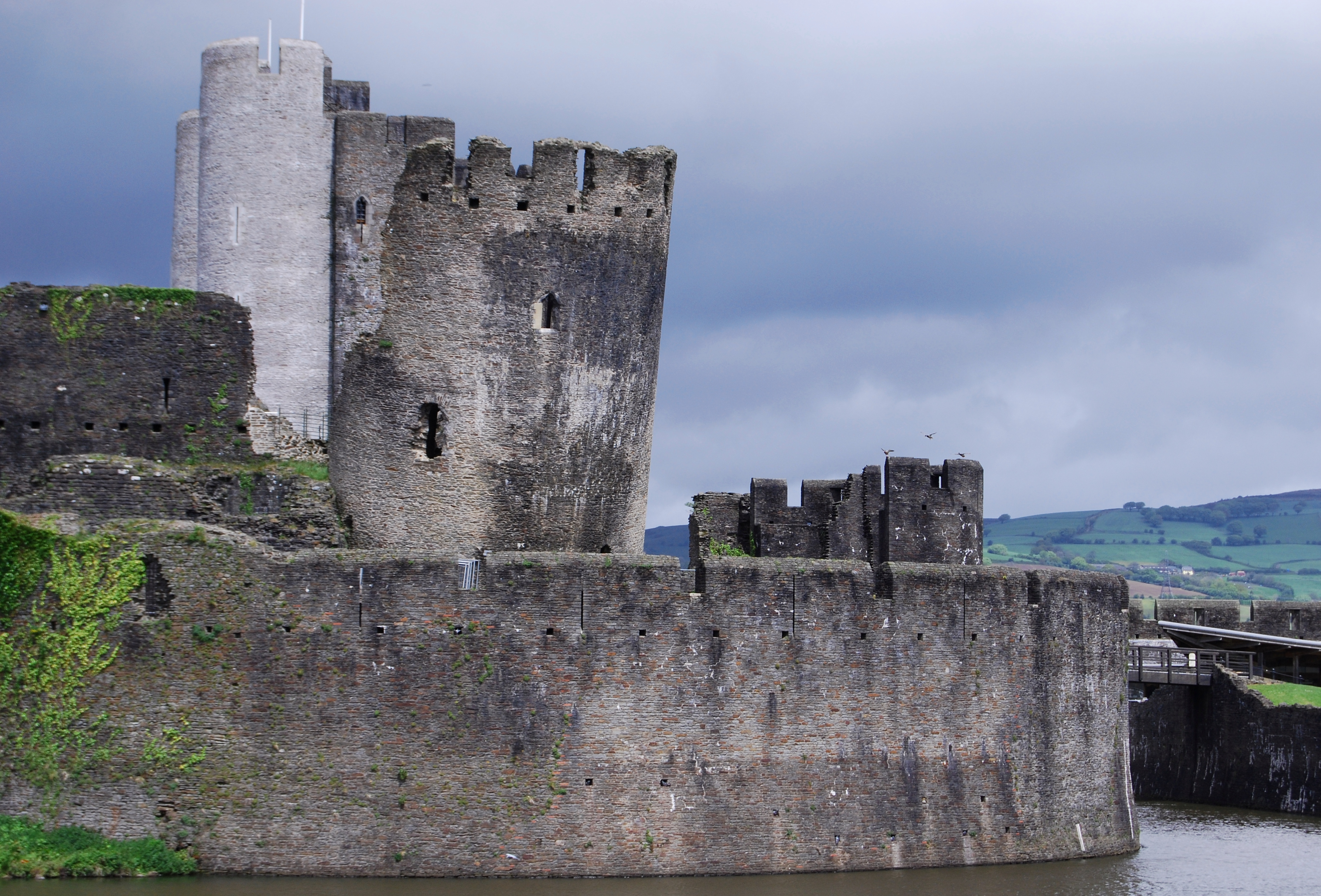
Tour sud-est, penchée à un angle, probablement en raison de la subsidence

Les tensions entre gallois et anglais persistèrent et devinrent plus importantes en 1400 avec le déclenchement de la révolte des Gallois. Des doutes subsistent quant au rôle joué par le château durant le conflit, mais il semble n'avoir subi aucun dommage. En 1416, le château revint à Isabelle le Despenser, et par conséquent à ses deux maris, Richard de Beauchamp (en), comte de Worcester, puis Richard de Beauchamp, comte de Warwick. Isabelle et son second mari investirent massivement dans le château, ils effectuèrent des réparations et en firent leur résidence principale dans la région. Le château revint à Richard Neville en 1449 et à Jasper Tudor, comte de Pembroke, en 1486.
Après 1486, le château tomba en déclin, éclipsé par le château de Cardiff qui était plus à la mode ; ce fut probablement lorsque le sluice devint hors d'usage que les défenses en eau furent écoulées. L'antiquaire John Leland visita le château de Caerphilly vers 1539, et le décrivit comme ayant des « murs d'une épaisseur extraordinaire », mais au-delà d'une tour détenant autrefois des prisonniers, il ne s'agissait plus que de ruines entourées de marais. Henry Herbert, comte de Pembroke, utilisa le château pour sa cour seigneuriale. En 1583, le château fut loué à Thomas Lewis, qui le dépouilla d'une grande partie de sa pierre afin d'agrandir sa maison, causant ainsi d'importants dommages.
En 1642, la Première Révolution anglaise éclata entre les partisans Royalists de Charles Ier et ceux du Parlement. Le Sud du pays de Galles soutenait essentiellement les Royalists, et pendant le conflit, un petit fort donnant sur le château de Caerphilly fut construit, côté nord-ouest, sur le site même de l'ancien fort romain. On ignore s'il fut érigé par les forces royalistes ou par l'armée parlementaire qui occupait la région durant les derniers mois de la guerre, en mars 1646, mais l'intérieur du château était dominé par les canons du fort. On ignore également si le château de Caerphilly fut délibérément démoli par le Parlement afin d'empêcher son utilisation future comme fortification. Bien que, peut-être à la suite d'une telle opération, on assistât au XVIIIe siècle à l'effondrement de plusieurs tours, il est probable que cette détérioration fût en fait le résultat de dommages dus à la subsidence causée par la suppression des moyens de défense en eau, car il n'existe aucune preuve d'ordres quelconques visant une destruction délibérée.

### XVIIIe–XXIesiècles
Le Marquis de Bute (en) acquit le château en 1776. John Stuart, premier marquis, prit des mesures pour protéger les ruines. Son arrière-petit-fils John, troisième marquis, était immensément riche, en raison des exploitations que possédait sa famille dans les bassins miniers du Sud du Pays de Galles, et était passionné par la période médiévale. Il fit entièrement examiner le site par l'architecte William Frame (en), et fit recouvrir la grande salle dans les années 1870. Le marquis se mit à racheter les propriétés situées autour du château répondant au principe de l'affermage, avec l'intention de supprimer les maisons de la ville qui avaient été construites à la périphérie du site.
Le quatrième marquis, John, restaurateur et constructeur enthousiaste, ordonna un projet de restauration de grande ampleur entre 1928 et 1939. La pierre fut soigneusement réparée et des moules vinrent recréer les morceaux manquants. La guérite est intérieure fut reconstruite, ainsi que plusieurs autres tours. Le marquis réalisa des travaux d'aménagement paysager, avec l'intention de finir par réapprovisionner les lacs en eau, et grâce à plusieurs décennies d'achats, il fut finalement en mesure de démolir les maisons locales obstruant la vue que l'on pouvait avoir depuis le château.
En 1947, lorsque John Crichton-Stuart, cinquième marquis, hérita du château, la famille Bute s'était dépouillée de la plupart des terres qu'elle possédait dans le Sud du Pays de Galles. John vendit les intérêts restants de la propriété familiale et en 1950, il fit don du château de Caerphilly à l'État.

## Architecture

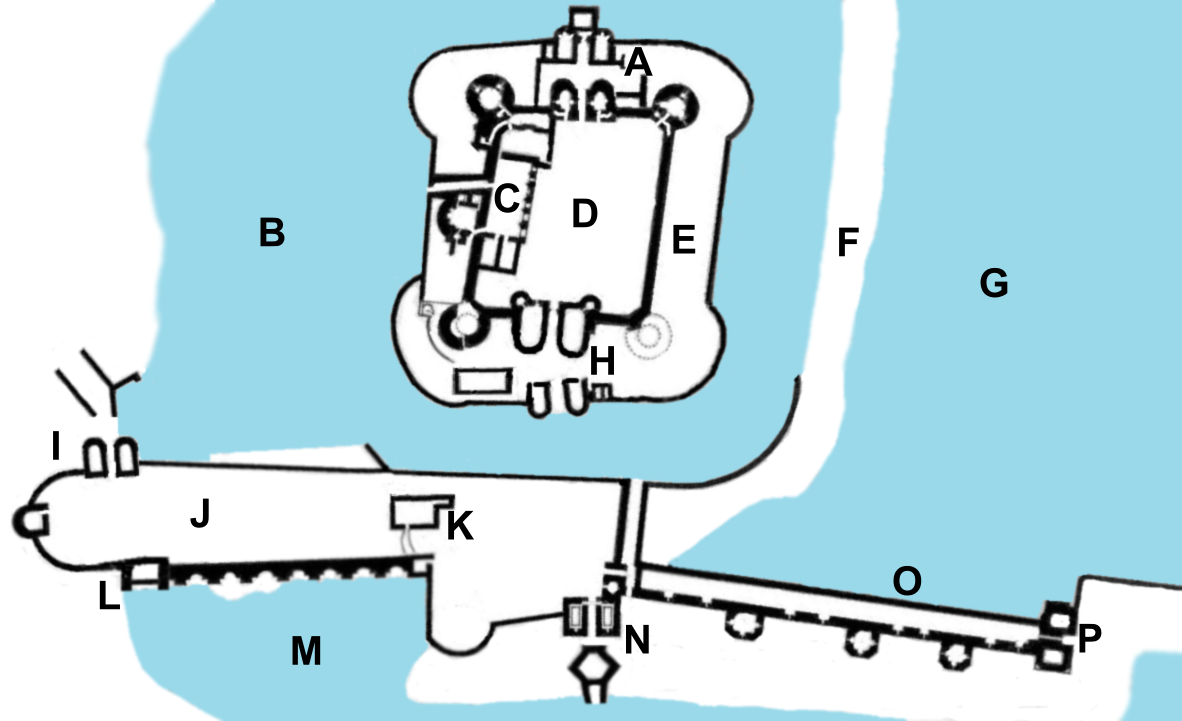
Plan du château de Caerphilly : A – Guérites ouest (West Gatehouses); B – Lac sud (South Lake); C – Grande salle (Great Hall); D – Cour intérieure (Inner Ward); E – Cour centrale (Middle Ward); F – Rive nord (North Bank); G – Lac nord (North Lake); H – Guérites est (East Gatehouses); I – Guérite sud (South Gatehouse); J – plate-forme du barrage sud (South Dam Platform); K – Moulin (Mill); L – Tour de Felton (Felton's Tower); M – Douves est extérieures (Outer East Moat); N – Guérite principale extérieure (Outer Main Gatehouse); O – Plate-forme du barrage nord (North Dam Platform); P – Guérite nord (North Gatehouse)

Le château de Caerphilly comprend un ensemble de moyens défensifs à l'est, protégé par les douves est et le lac nord; les fortifications sur l'île centrale (Central Island) et l'île ouest (Western Island) sont quant à elles protégées par le lac sud. La superficie du site est d'environ 30 hectares (120 000 m2), il est ainsi le deuxième plus grand site de Grande-Bretagne. Il est construit sur un banc de gravier naturel, situé dans le bassin versant local, et les murs du château sont en grès issu des bassins miniers présents dans le sud du Pays de Galles (les Pennant Measures (en)). L'architecture du château est célèbre et importante historiquement. Le château fut à l'origine des châteaux dits concentriques en Grande-Bretagne, changeant le cours futur de l'architecture militaire du pays, il possédait également un énorme corps de garde. Le château était aussi doté d'un réseau sophistiqué de douves et de barrages, considéré par l'historien Allen Brown comme étant « les défenses en eau les plus élaborées de toute la Grande-Bretagne ».
On pouvait atteindre les moyens de défense situés à l'est en empruntant la guérite principale extérieure qui était composée de tours circulaires reposant sur des bases pyramidales, une conception typique des châteaux existant dans le sud du Pays de Galles. À l'origine, pour rejoindre la guérite, il fallait franchir deux ponts-levis successifs, reliés par une tour intermédiaire, détruite depuis. Au nord de la guérite se trouvait le barrage nord, protégé par trois tours imposantes qui ont peut-être abrité les écuries du château. Malgré les dommages causés par la subsidence, le barrage continue d'endiguer le lac nord. La structure composant le barrage sud était conséquente, 152 m (499 pieds) de long, se terminant par un énorme mur étayé. Les vestiges du moulin du château - à l'origine alimentés par l'eau du barrage - sont encore présents. Quatre répliques d'engins de siège ont été exposées. Le barrage finissait dans la Tour de Felton, une fortification carrée conçue pour protéger les vannes régulant les niveaux d'eau du barrage, et la guérite sud - également connue sous le nom de Tour de Giffard - à l'origine accessible via un pont-levis, permettant de rejoindre la ville.
Il est presque certain que les moyens de défense en eau de Caerphilly aient été inspirés par ceux de Kenilworth, où il existait un ensemble similaire de lacs artificiels et de barrages. Gilbert de Clare avait combattu au siège de Kenilworth en 1266 et les aurait aperçus. Les moyens de défense en eau de Caerphilly permettaient une protection particulière contre la sape qui, sans leur existence, pouvait miner les murs du château pendant le siège, ils sont aussi considérés comme étant les plus avancés de Grande-Bretagne.
C'est sur l'île centrale que se trouvaient les moyens de défense intérieurs de Caerphilly, une conception à peu près carrée constituée d'une cour centrale et d'une cour intérieure fortifiée, cette dernière étant protégée par quatre tourelles à chaque coin. Les murs de la cour intérieure dominaient ceux de la cour centrale, produisant une défense concentrique constituée de deux anneaux de murs fermés; à l'époque médiévale, les murs de la cour centrale étaient beaucoup plus élevés qu'aujourd'hui, formant une défense plus importante. Caerphilly était le premier château concentrique de Grande-Bretagne, précédant de quelques années le célèbre programme de châteaux concentriques d'Édouard Ier. Une telle conception influença plus tard celle des châteaux d'Édouard dans le Nord du Pays de Galles, et l'historien Norman Pounds considère que ce fut « un tournant dans l'histoire du château en Grande-Bretagne ». Dans la cour intérieure, un probable phénomène de subsidence fit pencher la tour sud-est vers l'extérieur selon un angle de 10 degrés.

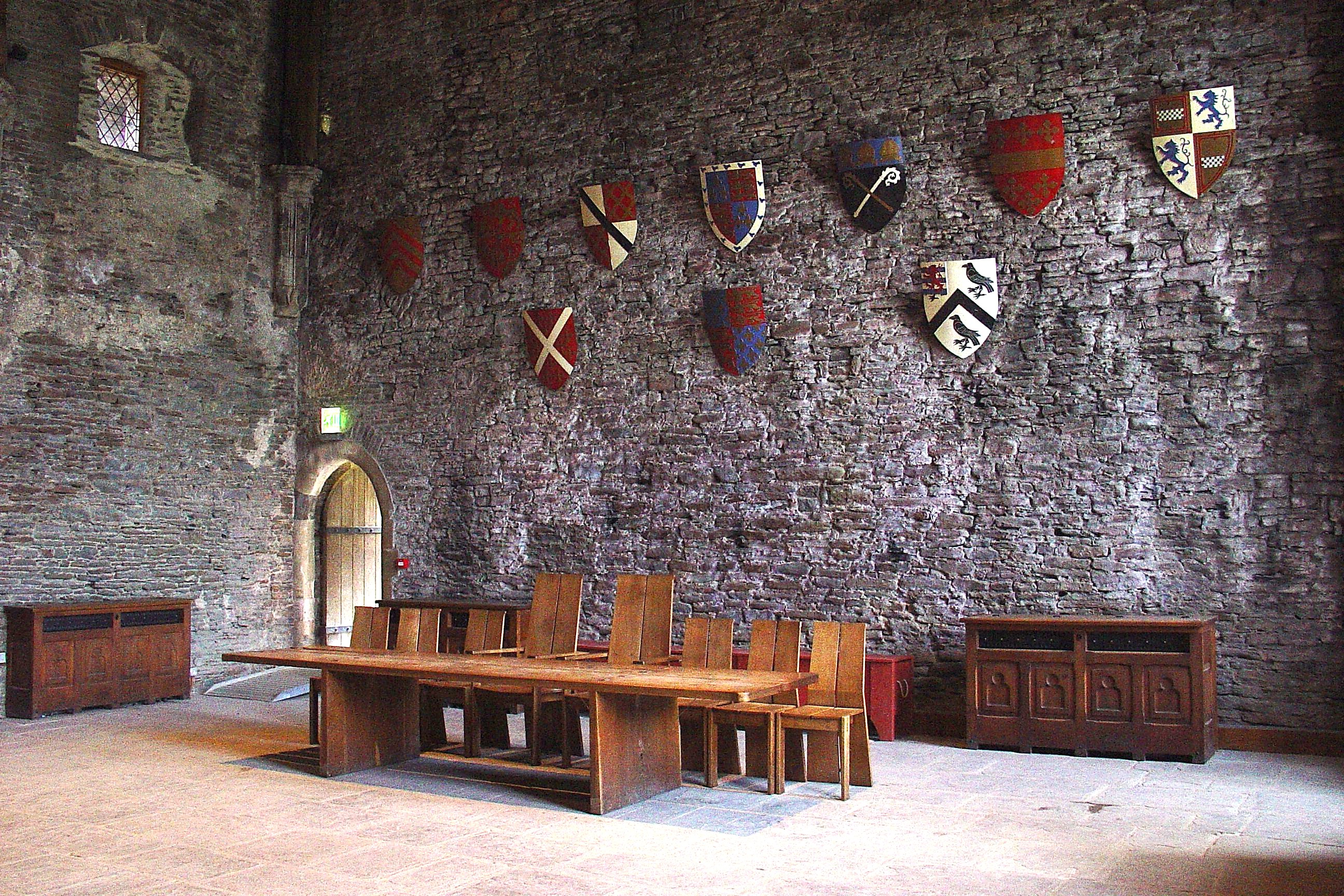
Intérieur de la grande salle

Pour accéder à l'île centrale, il fallait franchir un pont-levis et traverser deux guérites situées à l'est. La guérite est intérieure du château de Caerphilly, basée sur la guérite construite à Tonbridge dans les années 1250, renforçait une tendance reflétant la manière dont étaient conçues les guérites en Angleterre et au Pays de Galles. Parfois appelée guérite-donjon, la fortification était dotée de moyens de défense extérieurs et intérieurs, lui permettant ainsi d'être défendue même si le périmètre du château était enfreint. Deux énormes tours flanquaient la guérite de chaque côté d'une entrée protégée par des herses et des assommoirs. La taille importante de la guérite fit qu'elle fut à la fois utilisée comme logement mais aussi comme moyen de défense et elle fut confortablement et amplement équipée, probablement pour le connétable du château et sa famille. Deux autres guérites protégeaient le côté ouest.
Dans la cour intérieure se trouvaient la grande salle et les logements du château. Les logements de Caerphilly étaient chics, de haut standing, semblables à ceux construits à la même époque au château de Chepstow (en). Durant la période médiévale, la grande salle aurait été subdivisée avec des paravents en bois. À l'intérieur, on y trouvait des décorations colorées, de riches et minutieuses sculptures, et une grande cheminée centrale pour chauffer la pièce. Des corbeaux médiévaux sculptés en forme de têtes d'hommes et de femmes sont encore visibles dans la salle aujourd'hui, ils représentent peut-être la cour royale des années 1320, dont Édouard II, Isabelle de France, Hugh Despenser et Éléonore de Clare. À l'est de la grande salle se trouvait la chapelle du château, placée au-dessus de l'office (en) et du cellier. À l'ouest, il y avait les appartements privés du château, deux bâtiments solaires dotés de luxueuses installations.
Au-delà de l'île centrale se trouvait l'île occidentale que l'on pouvait probablement atteindre en franchissant des ponts-levis. Cette île est appelée Y Weringaer ou Caer y Werin en gallois, ce qui signifie « le fort du peuple », elle a peut-être été utilisée par la ville de Caerphilly pour se protéger pendant les conflits. Au nord-ouest de l'île occidentale, on pouvait voir le site de l'ancien fort romain, sur environ 3 acres (1,2 ha), ainsi que les vestiges de la fortification construite au même endroit au XVIIe siècle, à l'époque de la guerre civile.

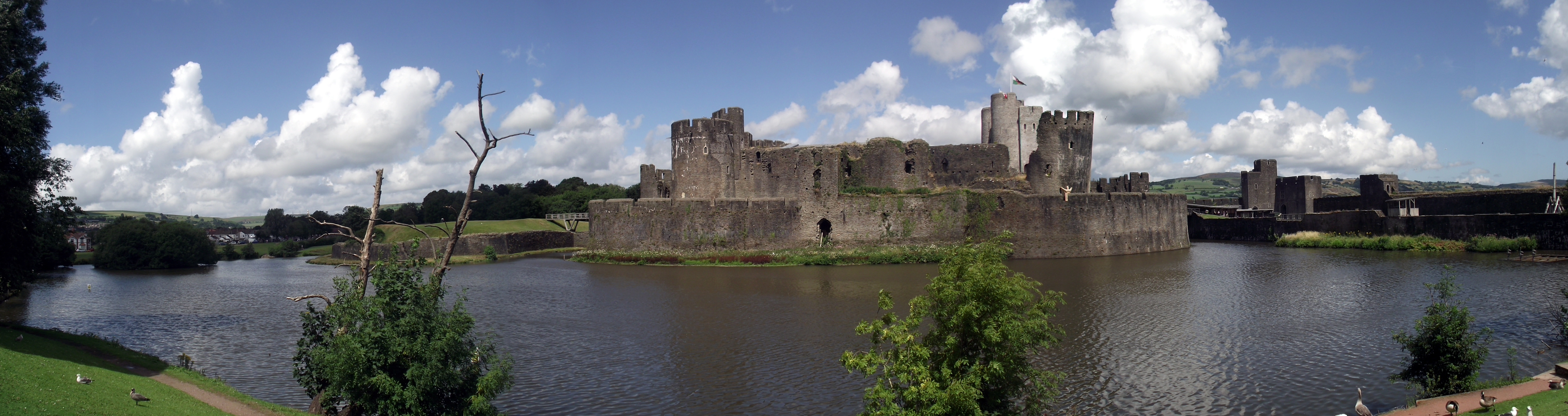

## Dans la culture populaire
L'émission télévisée britannique de longue date intitulée Doctor Who avait choisi le château de Caerphilly comme lieu de tournage pour plusieurs épisodes, dont La Prophétie de Noël en 2009.

## Source de la traduction
- (en) Cet article est partiellement ou en totalité issu de l’article de Wikipédia en anglais intitulé « Caerphilly Castle » (voir la liste des auteurs).